# Список игровых кинофильмов СССР (1946)
Список завершённых советских игровых полнометражных и короткометражных фильмов 1946 года производства, снятых для коммерческого проката. В списке отсутствуют неигровые и мультипликационные кинофильмы, а также телефильмы и учебные фильмы, не выходившие в прокат.

## Список фильмов
Все фильмы звуковые, обычного формата, односерийные.
| Название (Альтернативное название) | Киностудия                           | Республика         | Цвет  | Частей | Метраж | Выход в прокат   | Режиссёр                             | Жанр                    | Примечание                            |             |
| ---------------------------------- | ------------------------------------ | ------------------ | ----- | ------ | ------ | ---------------- | ------------------------------------ | ----------------------- | ------------------------------------- | ----------- |
| Адмирал Нахимов                    | Мосфильм                             | Россия             | ч.-б. | 12     | 2541,5 | 2 января 1947    | Пудовкин Всеволод                    | биография, исторический |                                       | [ 1 ]       |
| Белый клык                         | Моснаучфильм                         | Россия             | ч.-б. | 9      | 2300   | 11 сентября 1946 | Згуриди Александр                    | драма, приключения      |                                       | [ 2 ]       |
| Беспокойное хозяйство              | Мосфильм                             | Россия             | ч.-б. | 11     | 2311   | 15 мая 1946      | Жаров Михаил                         | комедия                 |                                       | [ 3 ]       |
| Большая жизнь. Вторая серия        | Союздетфильм                         | Россия             | ч.-б. | 9      | 2618   | 21 декабря 1958  | Луков Леонид                         | драма                   | Не был своевременно выпущен в прокат. | [ 4 ] [ 5 ] |
| В горах Югославии                  | Мосфильм                             | Россия             | ч.-б. | 9      | 2346   | 31 октября 1946  | Роом Абрам                           | драма, военный          |                                       | [ 6 ]       |
| Во имя жизни                       | Ленфильм                             | Россия             | ч.-б. | 11     | 2767   | 12 марта 1947    | Зархи Александр, Хейфиц Иосиф        | драма                   |                                       | [ 7 ]       |
| Глинка                             | Мосфильм                             | Россия             | ч.-б. | 14     | 3190   | 12 февраля 1947  | Арнштам Лео                          | биография               |                                       | [ 8 ]       |
| Давид Гурамишвили                  | Тбилисская киностудия                | Грузия             | ч.-б. | 10     | 2375   | 15 июля 1946     | Санишвили Николай, Туманишвили Иосиф | биография, исторический |                                       | [ 9 ]       |
| Дорога без сна                     | Ташкентская киностудия               | Узбекистан         | ч.-б. | 9      | 2220   | Февраль 1947     | Ярматов Камиль                       | драма                   |                                       | [ 10 ]      |
| Каменный цветок                    | Мосфильм                             | Россия             | цв.   | 9      | 2380   | 28 апреля 1946   | Птушко Александр                     | детский, сказка         |                                       | [ 11 ]      |
| Клятва                             | Тбилисская киностудия                | Грузия             | ч.-б. | 14     | 3188   | 29 июля 1946     | Чиаурели Михаил                      | драма                   |                                       | [ 12 ]      |
| Крейсер «Варяг»                    | Союздетфильм                         | Россия             | ч.-б. | 11     | 2510   | 26 февраля 1947  | Эйсымонт Виктор                      | исторический            |                                       | [ 13 ]      |
| Наше сердце                        | Мосфильм                             | Россия             | ч.-б. | 11     | 2306   | 16 апреля 1947   | Столпер Александр                    | драма                   |                                       | [ 14 ]      |
| Освобождённая земля                | Свердловская киностудия              | Россия             | ч.-б. | 9      | 2267,7 | 2 июля 1946      | Медведкин Александр                  | драма                   |                                       | [ 15 ]      |
| Остров Безымянный                  | Ленфильм                             | Россия             | ч.-б. | 8      | 2113   | 22 декабря 1946  | Бергункер Адольф, Егоров Михаил      | приключения             |                                       | [ 16 ]      |
| Первая перчатка                    | Мосфильм                             | Россия             | ч.-б. | 10     | 2558,3 | 23 января 1947   | Фролов Андрей                        | комедия                 |                                       | [ 17 ]      |
| Похождения Насреддина              | Ташкентская киностудия, Союздетфильм | Узбекистан, Россия | ч.-б. | 10     | 2400   | 7 апреля 1947    | Ганиев Наби                          | комедия                 |                                       | [ 18 ]      |
| Синегория                          | Союздетфильм                         | Россия             | ч.-б. | 9      | 2415   | 26 августа 1946  | Гарин Эраст, Локшина Хеся            | драма, военный          |                                       | [ 19 ]      |
| Старинный водевиль                 | Мосфильм                             | Россия             | цв.   | 8      | 1864   | 1 июля 1947      | Савченко Игорь                       | музыкальная комедия     |                                       | [ 20 ]      |
| Сыновья                            | Ленфильм, Рижская киностудия         | Россия, Латвия     | ч.-б. | 9      | 2562   | 31 мая 1946      | Иванов Александр                     | драма, военный          |                                       | [ 21 ]      |
| Сын полка                          | Союздетфильм                         | Россия             | ч.-б. | 11     | 2167   | 16 октября 1946  | Пронин Василий                       | драма, военный          |                                       | [ 22 ]      |
| Центр нападения                    | Киевская киностудия                  | Украина            | ч.-б. | 9      | 2047   | 25 июня 1947     | Деревянский Семён, Земгано Игорь     | комедия                 |                                       | [ 23 ]      |